# Mitsubishi RVR
Mitsubishi RVR — це модельний ряд автомобілів, вироблених японським виробником Mitsubishi Motors з 1991 по 2002 рік, а потім з 2010 року до сьогодні. Перші два покоління класифікувалися як компактні багатоцільові автомобілі (MPV), а модель, представлена в 2010 році, є субкомпактним кросовером.

## RVR / Space Runner / Expo LRV (1991—1997)

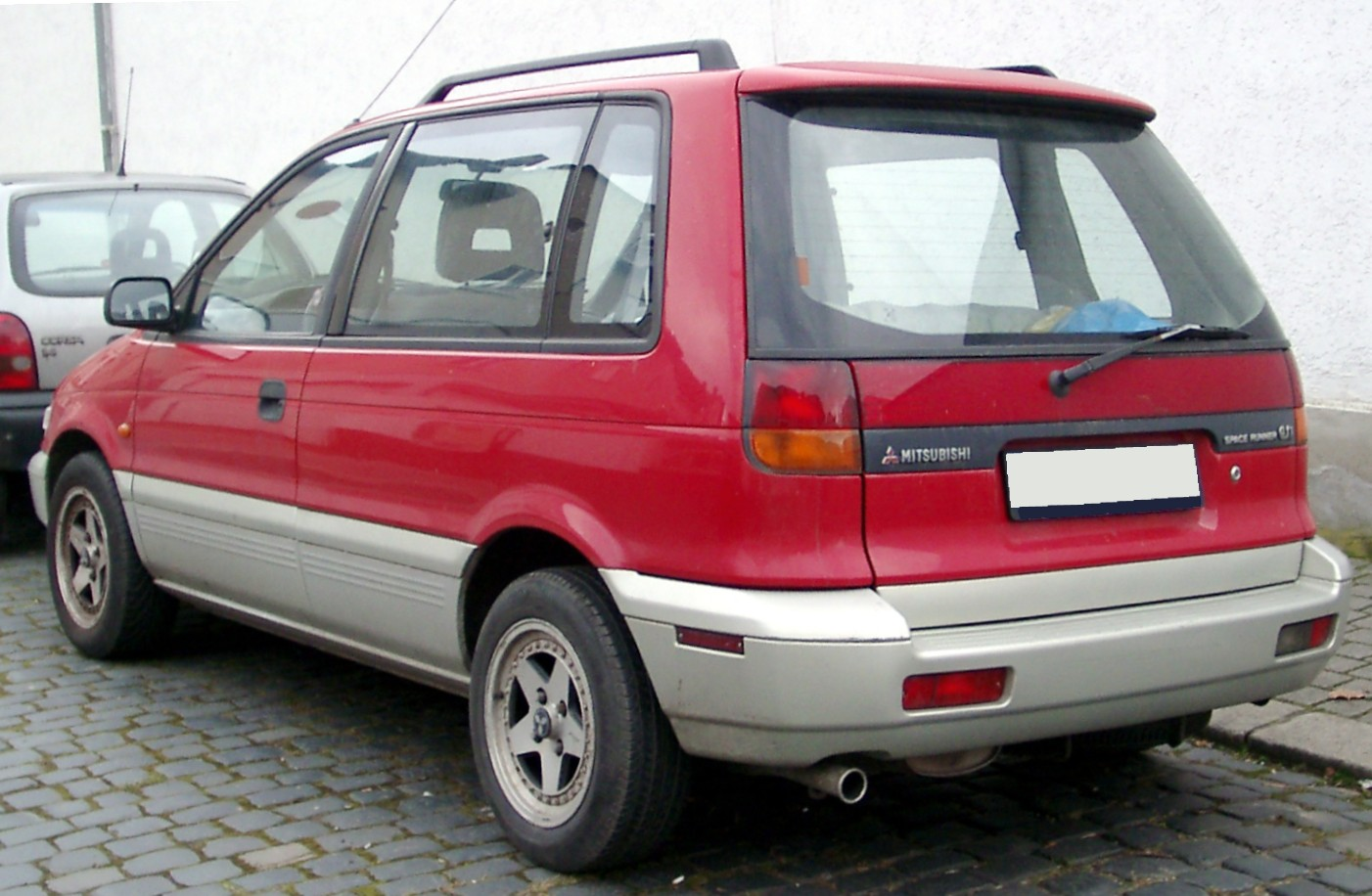
Mitsubishi Space Runner (1991-1997)

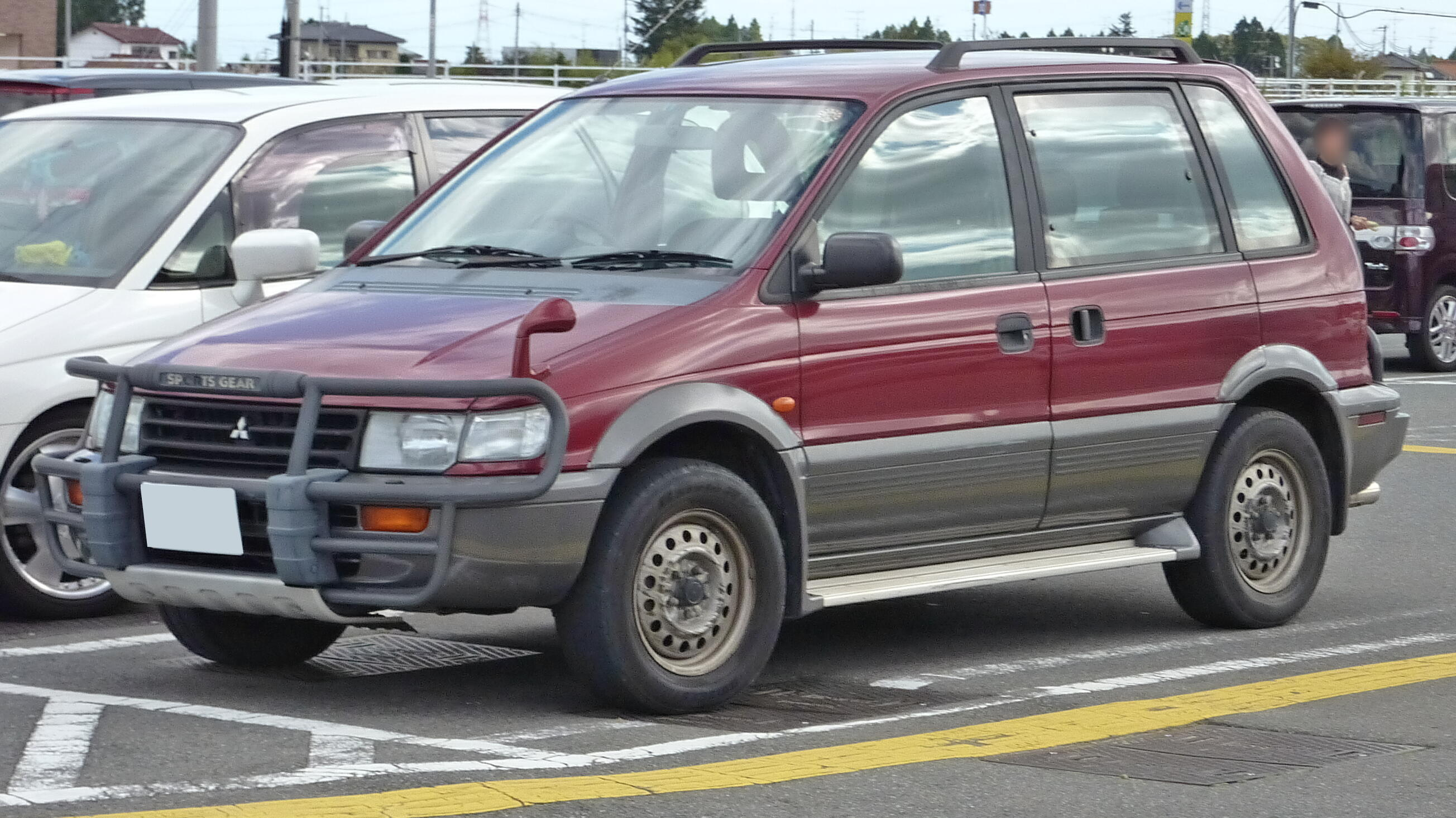
Mitsubishi RVR (1991-1997)

Компактвен Mitsubishi RVR випускали на заводі в Айті. Типів кузова (довжина від 4290 до 4360 мм) було два — чотирьохдверний, зі зсувною боковою секцією на правому боці, і звичніший п'ятидверний. Об'єм двигунів змінювався в межах 1,8–2,0 л. З ними агрегатировались п'ятиступенева «механіка» і чотирьохдіапазонні «автомат» і «робот». Трансмісій, як і видів кузова, було два варіанта — передній і повний привід.
У Європі був представлений як Mitsubishi Space Runner і як Mitsubishi Expo LRV у США до тих пір, поки експортери з  Азії та  Океанії використовували оригінальне японське ім'я. RVR продавався також Крайслером під іменами Dodge / Plymouth Colt Vista і Eagle Summit Wagon в Північній Америці.

### Двигуни
- 1.8 л 4G93 SOHC І4
- 2.0 л 4G63 DOHC І4
- 2.0 л 4G63T DOHC турбо І4 231–250 к.с.
- 2.0 л 4D68 SOHC Diesel І4

## RVR / Space Runner / Expo LRV (1997—2002)

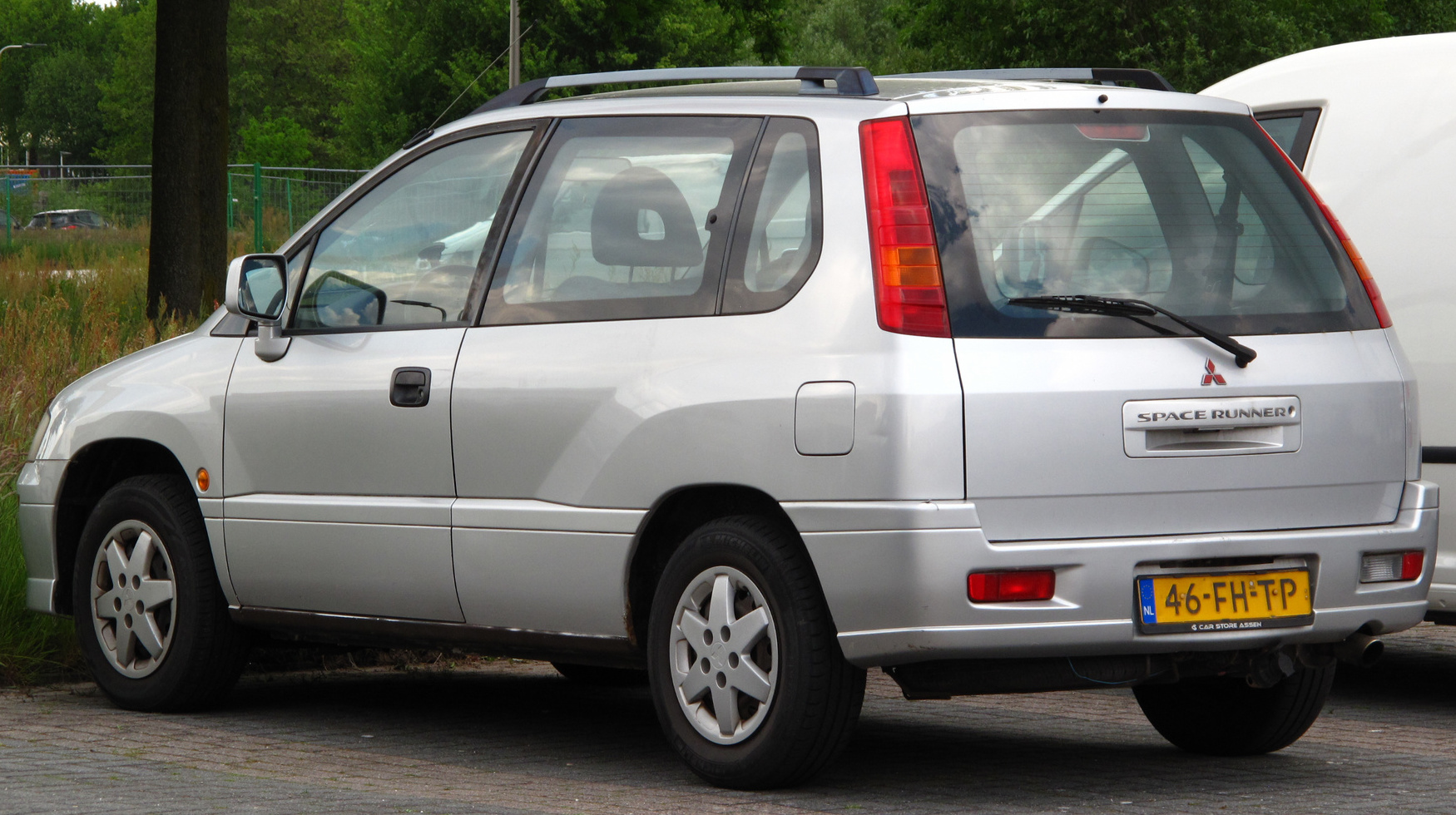
Mitsubishi Space Runner (1997-2002)

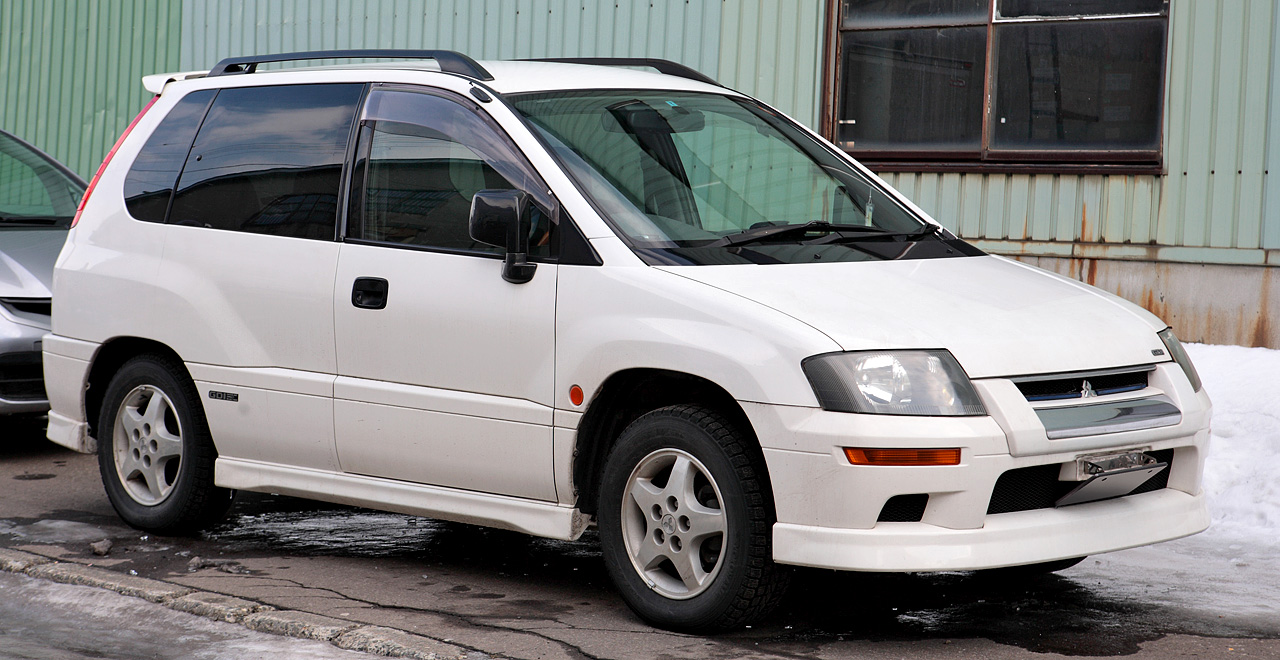
Mitsubishi RVR (1997-2002)

Друге покоління було представлено в 1997 році. Технічні рішення, в тому числі розсувні задні бокові двері тут перейняли від повередника. В Північній Америці (крім Мексики) автомобіль не продавався. У Європі цей автомобіль продавався як Mitsubishi Space Runner.

### Двигуни
- 1.8 л GDI 4G93 DOHC І4
- 2.0 л 4G63T DOHC турбо І4 231–250 к.с.
- 2.4 л GDI 4G64 DOHC І4

## RVR / ASX / Outlander Sport (2010-наш час)
Mitsubishi RVR ІІІ (в Японії і Канаді), в США - Mitsubishi Outlander Sport на інших ринках - Mitsubishi ASX — компактний кросовер японського автовиробника Mitsubishi Motors, який побудований на основі концепт-кара Mitsubishi Concept-cX, який дебютував на Франкфуртському автосалоні 2007 року.
Mitsubishi RVR ІІІ розроблений на платформі Mitsubishi GS, як і автомобілі Lancer X і Outlander XL.

### Двигуни
Бензинові
- 1.6 л MIVEC 4A92 DOHC І4
- 1.8 л 4B10 DOHC І4
- 1.8 л 4J10 SOHC І4
- 2.0 л MIVEC 4B11 DOHC І4

Дизельні
- 1.6 л DI-D SOHC І4
- 1.8 л DI-D MIVEC 4N13 DOHC І4
- 2.2 л DI-D MIVEC 4N14 DOHC І4

## Зноски
1. ↑  Компания Mitsubishi Motors возродила компактвэн RVR [Архівовано 21 травня 2010 у Wayback Machine.] 03/12/2009
2. ↑  2011 Mitsubishi RVR [Архівовано 13 грудня 2009 у Wayback Machine.] 04.12.2009